# Pagan metal
Pagan metal je naziv koji se koristi za heavy metal glazbu koja kombinira ekstremni metal s "predkršćanskom tradicijom specifične kulture ili regije kroz tematski koncept, rustične melodije, neuobičajene instrumente ili arhaični jezik.", te je obično povezan s black ili folk metalom. Pagan metal je "više ideja nego žanr", te glazbene razlike veoma variraju između sastava.
Iako su prvi heavy metal sastavi koji su istraživali poganske teme bili Led Zeppelin i Manowar 1970-ih i 1980-ih, današnji pagan metal sastavi nemaju mnogo sličnosti s njima, već se pionirima smatraju Bathory, Enslaved, Amorphis i Skyclad. Većina pagan metal sastava dolazi iz sjeverne Europe.

## Sastavi
Neki od pagan metal sastava:
| Sastav          | Država       | Osnovan | Izvor  |
| --------------- | ------------ | ------- | ------ |
| Amorphis        | Finska       | 1990.   | [ 3 ]  |
| Arkona          | Rusija       | 2002.   | [ 4 ]  |
| Bathory         | Švedska      | 1983.   | [ 5 ]  |
| Black Messiah   | Njemačka     | 1994.   | [ 6 ]  |
| Eluveitie       | Švicarska    | 2002.   | [ 1 ]  |
| Ensiferum       | Finska       | 1995.   | [ 1 ]  |
| Forefather      | Engleska     | 1997.   | [ 7 ]  |
| Finntroll       | Finska       | 1997.   | [ 1 ]  |
| Finsterforst    | Njemačka     | 2004.   | [ 8 ]  |
| In the Woods... | Norveška     | 1992.   | [ 9 ]  |
| Korpiklaani     | Finska       | 2003.   | [ 1 ]  |
| Moonsorrow      | Finska       | 1995.   | [ 10 ] |
| Primordial      | Irska        | 1991.   | [ 1 ]  |
| Suidakra        | Njemačka     | 1994.   | [ 11 ] |
| Skyclad         | Engleska     | 1990.   | [ 12 ] |
| Stribog         | Hrvatska     | 2006.   | [ 13 ] |
| Turisas         | Finska       | 1997.   | [ 1 ]  |
| Týr             | Farski Otoci | 1998.   | [ 1 ]  |